# Itom
 (avril 2019).
Si vous disposez d'ouvrages ou d'articles de référence ou si vous connaissez des sites web de qualité traitant du thème abordé ici, merci de compléter l'article en donnant les références utiles à sa vérifiabilité et en les liant à la section « Notes et références ».
Itom (acronyme d'Industria TOrinese Meccanica) était une usine de motos créée en 1944 à Turin, dont le siège fut d'abord au 41 rue Millio, et dont le propriétaire était Corrado Corradi. Dans les années 1957/1958, son siège est transféré à Saint-Ambroise de Turin où elle produira des motos jusqu'à sa fermeture en 1975.

## Histoire

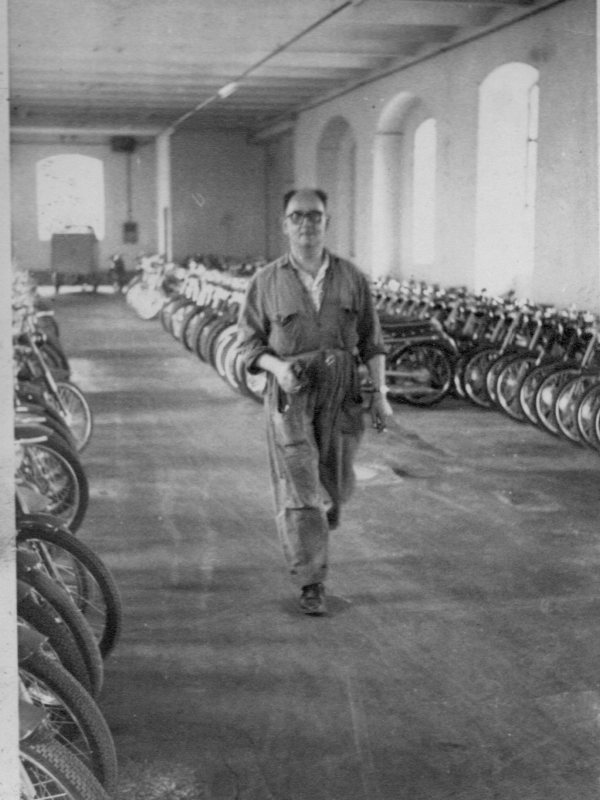
Intérieur des départements de production avec motos assemblées - photo des années 1960

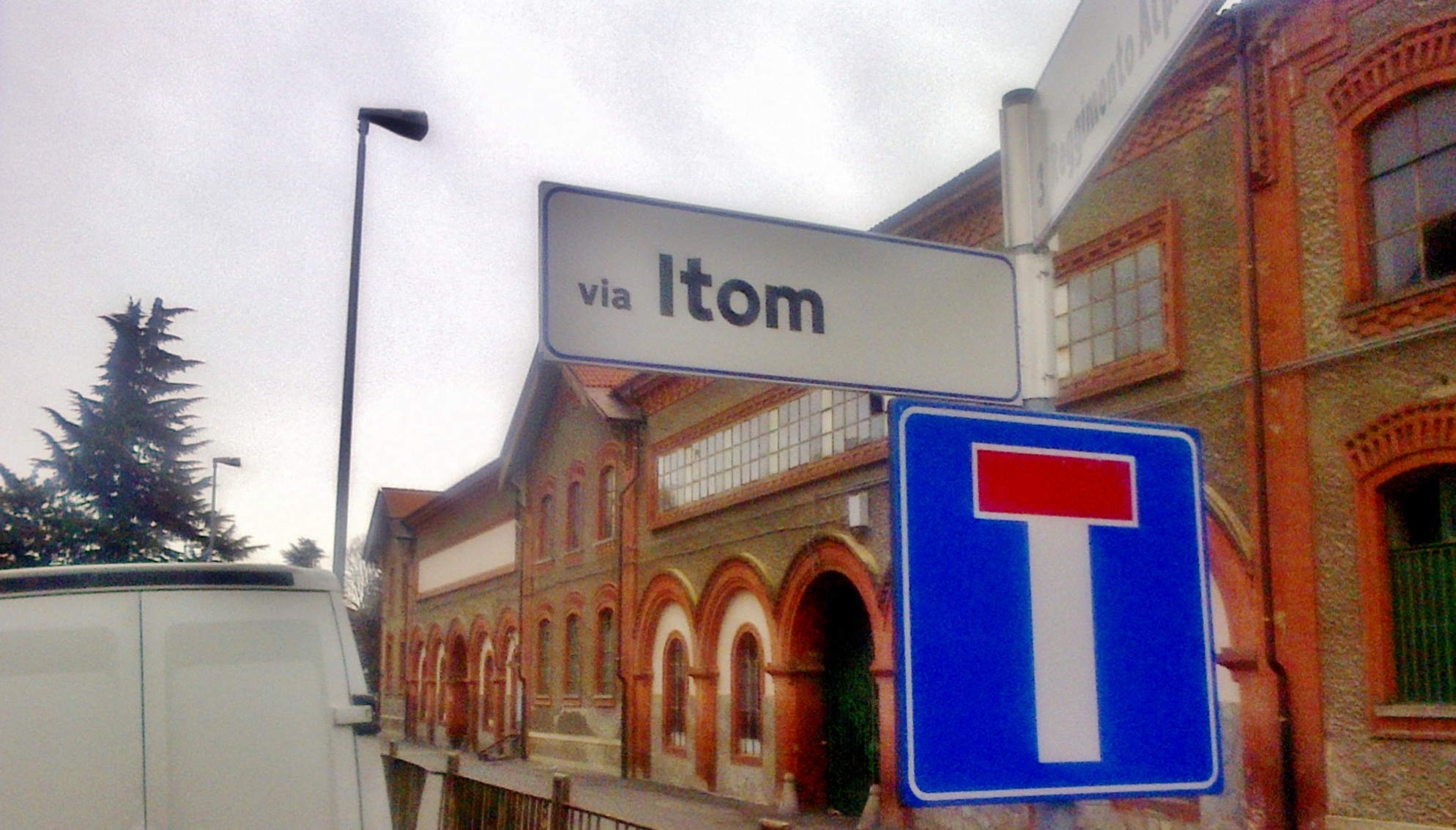
Via ITOM a Sant'Ambrogio di Torino (Italie)

Itom est née des cendres de Benotto et, avec les moteurs OMB, a commencé sa production avec un modèle appelé Sirio. Peu après, le jeune ingénieur sicilien Giuseppe Spotto, pilote d'avion pendant la Seconde Guerre mondiale, a commencé à concevoir, avec son bras droit, Silvano Bonetto, de nouveaux moteurs qui seront montés sur les motos, d'abord à l'avant sur la fourche, puis sous la selle et enfin, avec la Tourist, placés entre les pédales. En 1953, le modèle Esperia est lancé avec une structure monocoque, suivi en 1954 des modèles Astor et Astor Sport à boîte manuelle à 2 et 3 vitesses, puis en 1957 du modèle Astor Sport Competizione, et enfin en 1959 du lancement du modèle Tabor de 65 cm3. avec boîte 4 vitesses à la poignée puis avec un sélecteur-pédale placé sous le moteur.
À la fin des années 50, Itom devint Imsa (Industria Meccanica Sant'Ambrogio) après avoir déménagé à Sant'Ambrogio di Torino dans la Vallée de Suse, dans les anciens bâtiments Maglificio Fratelli Bosio, augmentant ainsi la production de motos. En 1960, le modèle Itom Junior fait son apparition et en 1965, le modèle le plus célèbre d'Irom est lancé : l'Astor Sport avec boite 4 vitesses à sélecteur au pied, à cette époque avec la fameuse livrée Jaune / Blanc ou Rouge / Blanc. En 1969, lancement de la Sirio Cross et, en 1970, d'une nouvelle version de l'Astor. En 1973, la production de moteurs-maison a cessé et les motocyclettes Itom sont équipés de moteurs Franco Morini. La même année, un modèle cross de compétition avec moteur Zundapp est présenté au salon de l'automobile de Milan. Itom conçut également des compresseurs d'air avec un système innovant, pas à piston mais rotatifs, particulièrement originaux pour l'époque. En 1975, les productions ont pris fin à l'usine Sant'Ambrogio de Turin. En 2010, la route menant à l'ancienne usine a été nommée Via Itom.
Itom conçut également un utilitaire léger à trois roues reprenant la base de motocyclette qu'elle produisait déjà.
L'activité d'Itom a démarré avec la production de moteurs auxiliaires à fixer sur des bicyclettes, puis sur des mobylettes produites maison et dont la conception était complètement native, moteur compris. Ce dernier fait la distingue des autres manufactures nationales de l'époque qui préféraient sous-traiter la réalisation des moteurs à des motoristes comme Franco Morini ou Minarelli.
Dans la soirée du 26 Août 1965, un incendie dans les greniers mirent le feu au toit de l'usine et causèrent d'importants dégâts à l'équipement et à la production en cours. L'usine employait alors 130 personnes.

## Modèles historiques Itom (1948 - 1975)
La production d'Itom s'est cantonnée aux mobylettes à quelques exceptions près.  
Elle s'est aventurée sur le terrain de la moto d'abord avec la Tabor, un modèle de 65 cm3 inspiré tout de même des nombreux modèles 50 cm3, et de deux modèles de motocross présentés à l'exposition internationale du cycle et motocycle de Milan (EICMA) en 1973 : Le modèle cross nommé Gringo équipé d'un moteur 5 vitesses Zundapp de 125 cm3 et un modèle Enduro équipé d'un moteur Minarelli 5 vitesses. Les Itoms 125 ne furent pas particulièrement chanceux et seulement quelques unités furent écoulées. Ils sont désormais introuvables. La production des moteurs 50 cm³ s'étend sur une gamme allant des modèles à une ou à deux vitesses, à ceux à trois vitesses et même au sportif quatre vitesses décliné pour ce dernier en version Sport/Compétition et Cross/Route.
| Nome modèle itom                  | Cylindrée | Produit de | à |
| --------------------------------- | --------- | ---------- | - |
| 49,5 Sirio (49,5 cc)              |           | 1948       |   |
| 48 Alba (48 cc)                   |           | 1948       |   |
| 49,5 Tourist (49,5 cc)            |           | 1949       |   |
| 48 Sport (48 cc)                  |           | 1950       |   |
| 48 Sprint (48 cc)                 |           | 1951       |   |
| 49,5 Astor Trial (49,5 cc)        |           | 1953       |   |
| 48 Esperia (48 cc)                |           | 1953       |   |
| 48 Unim (48 cc)                   |           | 1953       |   |
| 48 Ideal (48 cc)                  |           | 1954       |   |
| 48 Minitom (48 cc)                |           | 1956       |   |
| 49,5 Astor Super (49,5 cc)        |           | 1957       |   |
| 49,5 Astor (49,5 cc)              |           | 1959       |   |
| 48 Junior (48 cc)                 |           | 1960       |   |
| 49,5 Astor Competizione (49,5 cc) |           | 1960       |   |
| 48 Esperia 32 (48 cc)             |           | 1963       |   |
| 48 Esperia 36 (48 cc)             |           | 1964       |   |
| 49,5 Special (49,5 cc)            |           | 1964       |   |
| 49,5 Astor Super Sport (49,5 cc)  |           | 1965       |   |
| 49,5 Fuori Strada (49,5 cc)       |           | 1968       |   |
| 49,5 Sirio Cross (49,5 cc)        |           | 1969       |   |
| 125 Gringo (125 cc)               |           | 1973       |   |
| 125 Enduro (125 cc)               |           | 1974       |   |

## Compétition
De 1950 à 1969, Itom a participé à des compétitions nationales et internationales.
Le modèle le plus fameux d'Itom reste l'Astor, qui dans ses versions les plus performantes fut largement utilisé en compétition aussi bien par des pilotes privés que par divers préparateurs ainsi que par Itom elle-même avec une participation au niveau national (conquête du Championnat Italien en 66 par Sergio Bongiovanni, pilote officiel de la maison, qui avait déjà, en 64 et 65, remporté une seconde place au championnat et finit par prendre la place de Domenico de Giorgi). On peut aussi signaler une participation sporadique aux Championnats du monde 50cc par le biais d'équipes privées (on citera Tooleys, fameux distributeur anglais) ainsi que dans d'autres championnats aux Pays-Bas, France, Belgique et Allemagne. Sur la selle des Itom Astors, ont démarré parmi les plus brillantes carrières de champions internationaux : Mike Hailwood, Bill Ivy, Dave Simmonds, et le pilote de Formule 1, Jean-Pierre Beltoise.
Il convient également de mentionner le cas de la britannique Lady Beryl Swain, épouse de l'importateur de motocyclettes Edwin Swain, qui participait au Touriste Trophy de 1962, et fut ainsi la première femme compétitrice et classée à courir dans l'univers très dure de la célèbre course de l'ile de Man et qui le fit en 50cc sur Itom.
Le 21 Mai 1961, à Clermont-Ferrand, dans le cadre du grand prix de France de moto 1961 (troisième manche du championnat du monde 1961), une course nationale réservée à la classe 50 est organisée, remportée par Jean-Claude Serre sur Itom. En 1961, le coureur belge Pierrot Vervroegen sur Itom a terminé 3e de la Coupe d'Europe F.I.M. dans la catégorie 50cc, tandis que d'autres coureurs Itom dans ce championnat de 8 courses se sont classés 8e, 10e, 19e, 20e, 22e et 24e. 

## Rassemblements Itom
Comme pour la plupart des marques historiques de motos, scooters et pas seulement pour les motos Itom, des événements de type rallyes moto de passionnés se tiennent dans différentes parties de l'Europe. Le 29 septembre 2019 s'est tenu à Sant'Ambrogio di Torino dans l'usine de production d'origine, l'événement Itom at Home qui a attiré des centaines de fans et qui a permis d'exposer des dizaines de modèles Itom restaurés, en présence du champion italien Sergio Bongiovanni et du pilote détenteur du record du monde de vitesse sur motos 50cc. Piercarlo Borri.